# Ignaz Bernhard Fischer
Ignaz Bernhard Fischer (n. 2 octombrie 1926, Bacova, județul Timiș-Torontal) este un scriitor de limba germană, șvab bănățean.

## Biografie
A urmat școala primară în satul său, apoi a urmat liceul Banatia din Timișoara. În ianuarie 1945 a fost deportat în Uniunea Sovietică pentru "reconstrucție". S-a întors în patrie la sfârșitul anului 1949 și a început să studieze teologia. 
În data de 15 aprilie 1954 a fost hirotonit preot catolic. A fost membru al Ordinului Călugărilor Salvatorieni (Salvatorianerorden). Pentru început, a lucrat ca ajutor de preot (Aushilfspriester), fiind trimis acolo unde era nevoie. În perioda 1955-1956 a fost preot duhovnic în Cărpiniș, iar în perioada 1957-1970 preot în Anina.
În anul 1970 s-a căsătorit și a trebuit să renunțe la preoție.
Din 1970 până în 1974 a lucrat la o Întreprindere Agricolă de Stat din Măureni. În 1974 s-a mutat la Timișoara, unde a lucrat ca șef de depozit până în 1979. Din 1980 până la pensionare, în 1986, a lucrat ca șef cu transporturile într-o întreprindere de prelucrarea laptelui.
În perioada 1988-1991 a fost secretar al parohiei romano-catolice din Mehala în Timișoara.
După Revoluția română din 1989 a început să editeze o mică publicație Glaubensbote (Mesagerul credinței). Publicația conține articole pe teme religioase și se adresează bisericilor romano-catolice din Timișoara. Este singura publicație catolică în limba germană din România. Publicațiile Neue Banater Zeitung și Neuer Weg au republicat aceste articole în rubrica "Wort zum Sonntag" (Cuvântul de duminică). Publicația Allgemeine Deutsche Zeitung für Rumänien a continuat tradiția.
În februarie 1990 Ignaz Fischer a fost unul din membrii fondatori ai Vereinigung der ehemaligen Russlanddeportierten (Asociația foștilor deportați în Uniunea Sovietică), devenind președinte al asociației.
Din 1991 a lucrat în cadrul Forumului Democrat al Germanilor din România, sucursala Banat, al cărei președinte a fost ales.

## Creația literară
Principala sa preoucupare literară a constat în diseminarea valorilor creștine, prin articole în publicațiile adresate minorității germane care a mai rămas în România.
A publicat și schițe umoristice în dialectul șvăbesc în revista "Pipatsch".

## Distincții
- 1998 - a primit premiul 3 al publicației "Stafette" pentru culegerea "Volksmund";
- 2001 - a primit Medalia de merit de argint de la Landsmannschaft der Banater Schwaben (Asociația Șvabilor Bănățeni);
- 2001 - a primit Medalia de merit "Stefan Jäger";
- 2002 - a fost distins cu Premiul pentru literatură al Clubului Economic de limbă germană și a Consulatului Germaniei din Timișoara;
- 2005 - a primit Insigna de onoare (Ehrennadel) de aur al Forumului Democrat al Germanilor din România, sucursala Banat.
- 2010 - a fost distins cu Crucea de Cavaler a Ordinului de Merit al Republicii Federale Germania.[1] (Verdienstkreuz am Bande des Verdienstordens der Bundesrepublik Deutschland[2])
- 2016 - Ordinul național „Steaua României” în grad de Cavaler[3][4][5]
- 2022 – i s-a acordat titlul de cetățean de onoare al Timișoarei.[6]

## Scrieri
- Schwimmgirtl / Banatschwäbische Humoresken, Solness Verlag, Temeswar, 2001, [7] ISBN 978-973-8145-48-1.[8] (editor: Dr. Annemarie Podlipny-Hehn) [9]
- Gsundbrunne, 173 p., Timișoara, Editura Cosmopolitan Art, 2006, ISBN: 9789738903166
- Glaubensbote, 292 pagini, Cosmopolitan Art Verlag, 2009